# Federica Paccosi
Federica Paccosi (Montecatini Terme, 2 settembre 1961 – Montecatini Terme, 22 settembre 2006) è stata un'attrice, modella e showgirl italiana.

## Biografia
Attiva nello spettacolo nella prima metà degli anni 80 del secolo scorso, ha partecipato per brevi periodi a vari spettacoli di varietà televisivo insieme a Raimondo Vianello (Attenti a noi due, 1983) e a Gigi Sabani (Ok il prezzo è giusto, 1983); partecipazioni si registrano pure al Drive In e al programma televisivo Sotto le stelle della Rai. È tra gli interpreti dell'episodio Smack, facente parte della serie TV Sandwich che Bruno Bozzetto realizzò nel 1984 per l'emittente RSI della Svizzera Italiana.
Federica Paccosi ha anche recitato al cinema, accreditata in almeno due film (Dagobert, 1984, di Dino Risi; Ginger e Fred, 1985, di Federico Fellini).
Nel 2007 venne pubblicata la raccolta di poesie postuma "Sussurri di un angelo".

## Filmografia

### Cinema
- Dagobert, regia di Dino Risi (1984)
- Ginger e Fred, regia di Federico Fellini (1985)
- Aeroporto internazionale - serie TV (1985)

## Programmi TV
- Attenti a noi due (Canale 5, 1983)
- Ok il prezzo è giusto (Canale 5, 1983-1984) - Valletta
- Drive In (Italia 1, 1984)
- Sotto le stelle (Rai 1, 1984)
- Sandwich - ep. Smack (RSI, 1984)

## Scritti
- Sussurri di un angelo, (poesie, 2007) (postumo)